# Johann Wilhelm Faber

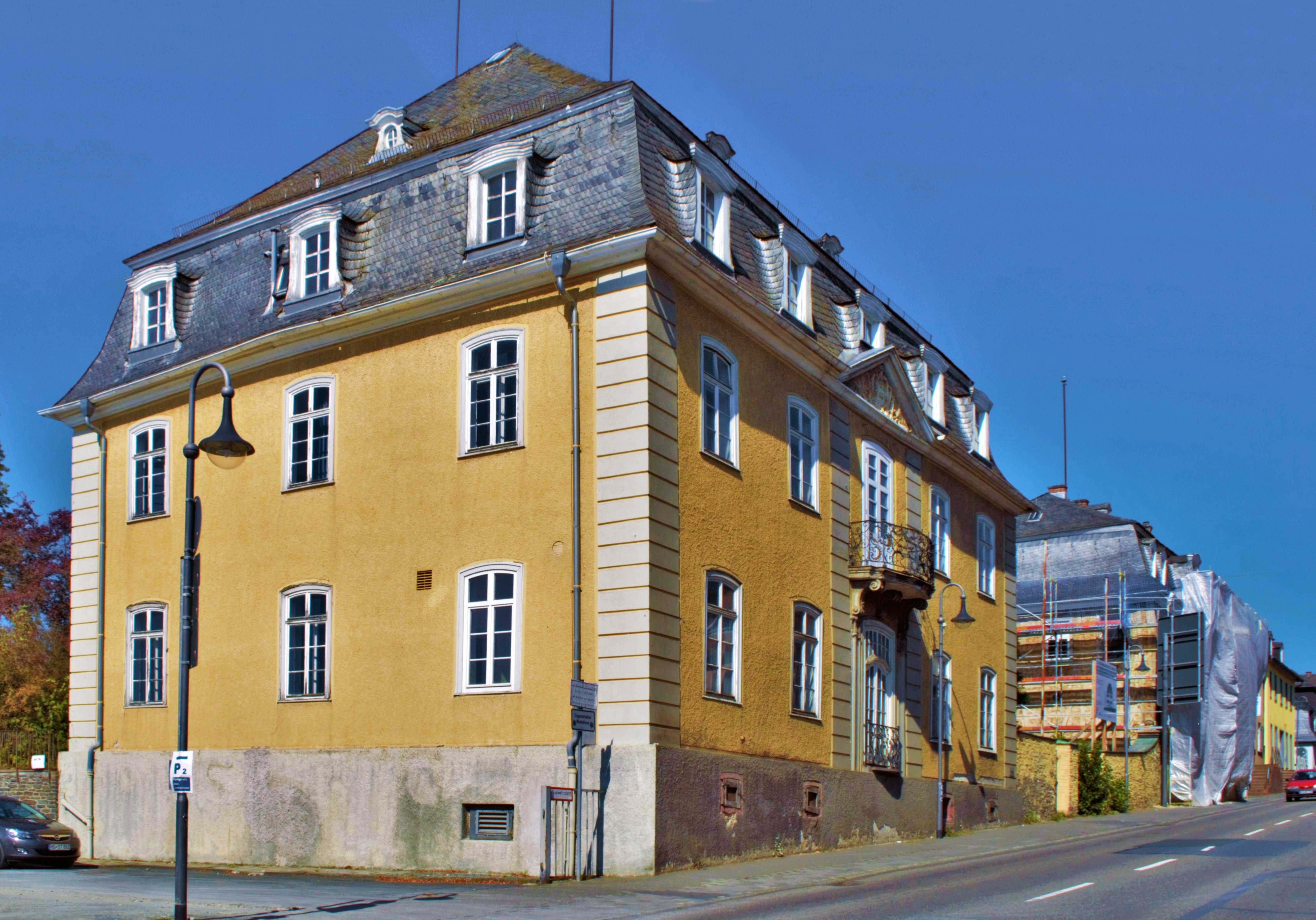
Prinzenpalais in Usingen

Johann Wilhelm Faber (* 1708 in der Kurpfalz; † 16. Januar 1780 in Wiesbaden) war ein deutscher Architekt.
Faber war ein Schüler von Friedrich Joachim Stengel, dessen Bauten er vielfach vollendet hat. Sein Arbeitsschwerpunkt lag von etwa 1750 bis mindestens 1768 in Nassau-Usingen. Er war Hofbaumeister in Biebrich.
Zu seinen Werken zählen:
- das Prinzenpalais (später Kreishaus) in Usingen
- vordere Flügel des Usinger Schlosses und Baupläne für die Orangerie in Usingen
- 1751–1770 war er am Schloss Biebrich tätig und in Braunfels
- 1750 erstellte er den Plan für die Schiersteiner Kirche
- 1763–1768 Architekt des Schlosses in Birstein.